# Andrés Forray
Andrés Pablo Forray, detto Toto (Buenos Aires, 20 marzo 1986), è un cestista argentino con cittadinanza italiana, playmaker dell'Aquila Trento,  della quale è capitano e nella quale milita da oltre 10 anni.
Detiene il record di presenze in Eurocup, tutte con la maglia di Trento.

## Carriera
Cresce nelle giovanili del Club Banco Provincia di Buenos Aires dove ha fatto tutta la trafila delle giovanili dai 5 ai 17 anni. Nel 2003 arriva in Italia nel settore giovanile della Pallacanestro Messina, trovando modo di esordire in Serie A nell'incontro esterno contro Teramo. La società siciliana però fallisce, e così passa prima in serie C2 nella Virtus Padova, disputando i play-out, e successivamente a Jesolo dove con la squadra conquista la promozione dalla C1 alla B2 al termine del suo primo anno di permanenza. Durante il campionato 2006-2007 sempre con Jesolo arriva a disputare i play-off promozione fino ai quarti di finale. La stagione successiva, al terzo anno di militanza nella squadra veneta, vince il campionato e la Coppa Italia di categoria venendo promosso coi biancoblù in Serie A Dilettanti.
Nell'estate del 2008 viene ingaggiato come vice di Alessandro Davolio dalla Fulgor Libertas Forlì, formazione che chiude la stagione regolare al primo posto salvo poi essere eliminata nelle semifinali play-off contro Casalpusterlengo, in cui patisce anche un infortunio alla mano. Si consacra nel 2009-2010 dove viene promosso play titolare e Forlì chiude la regular season al primo posto con un ruolino di 24 vittorie e 4 sconfitte. Durante la serie finale contro l'Igea Barcellona si rompe una mano in uno scontro di gioco e deve rinunciare a giocare le successive due partite. Riesce comunque a giocare tutta la serie della finalina-promozione contro la Fortitudo Bologna chiudendo la stagione con una gara 5 persa all'ultimo secondo, con 28 punti, 7 assist e 7 falli subiti. Dalla stagione 2010 diventa capitano della squadra. La stagione del ritorno il Legadue di una squadra forlivese coincide con l'esordio nel professionismo; nel mese di gennaio del 2011 dopo una serie di sconfitte e cambi di giocatori, la società deve sostituirlo ingaggiando Mike Nardi con lo status di passaportato.
Nel febbraio 2011 viene ceduto a titolo temporaneo all'Aquila Basket Trento in Serie A Dilettanti. Nel 2013 ne diventa capitano, guidando la squadra a due promozioni (nel 2012 e nel 2014) fino alla Serie A. Con la squadra trentina raggiunge le semifinali di Eurocup nel 2016 e anche due finali scudetto, nel 2017 contro l'Umana Reyer Venezia  e contro l'Olimpia Milano nel 2018. L'8 aprile 2022 tocca il record delle 500 presenze con Trento nella vittoria interna contro Brindisi. Sabato 23 marzo 2024, nel successo interno contro Sassari, Toto Forray raggiunge quota 600 presenze in maglia bianconera.
È attualmente il giocatore di Trento con più presenze, più punti segnati, più tiri da 3 segnati, più assist, più palle recuperate e maggiori percentuali ai tiri liberi.
Il 14 gennaio 2025, in occasione della vittoria interna contro Ulm, Forray gioca la sua 145ª gara in Eurocup, diventando il giocatore con più presenze nella storia della competizione.
Il 16 febbraio 2025 a Torino vince da capitano  la Coppa Italia in finale contro l'Olimpia Milano, per quello che è il primo successo in una competizione professionistica della storia di Trento.

## Statistiche

### LBA

#### Regular Season
| Anno      | Squadra       | PG  | PT | MP   | TC%  | 3P%  | TL%  | RP  | AP  | PRP | SP  | PP  |
| --------- | ------------- | --- | -- | ---- | ---- | ---- | ---- | --- | --- | --- | --- | --- |
| 2003-2004 | Pall. Messina | 1   | 0  | 3,0  | -    | -    | -    | 0,0 | 0,0 | 0,0 | 0,0 | 0,0 |
| 2014-2015 | Aquila Trento | 30  | -  | 22,2 | 44,4 | 39,6 | 73,8 | 2,7 | 2,4 | 1,4 | 0,1 | 5,2 |
| 2015-2016 | Aquila Trento | 30  | -  | 20,8 | 37,3 | 31,6 | 68,4 | 2,3 | 2,3 | 1,2 | 0,1 | 5,5 |
| 2016-2017 | Aquila Trento | 30  | -  | 20,1 | 34,6 | 27,1 | 84,6 | 2,6 | 2,0 | 1,4 | 0,0 | 6,1 |
| 2017-2018 | Aquila Trento | 30  | -  | 24,6 | 45,3 | 30,4 | 79,2 | 3,2 | 3,1 | 1,3 | 0,1 | 8,7 |
| 2018-2019 | Aquila Trento | 30  | -  | 20,8 | 37,3 | 33,3 | 84,5 | 2,1 | 1,8 | 1,1 | 0,0 | 7,5 |
| 2019-2020 | Aquila Trento | 21  | -  | 22,8 | 37,9 | 41,7 | 88,9 | 2,2 | 1,7 | 1,0 | 0,0 | 6,0 |
| 2020-2021 | Aquila Trento | 26  | 10 | 20,7 | 33,3 | 31,7 | 75,8 | 2,7 | 2,3 | 1,2 | 0,1 | 5,6 |
| 2021-2022 | Aquila Trento | 27  | 10 | 20,7 | 43,3 | 40,8 | 84,4 | 2,8 | 1,5 | 1,0 | 0,1 | 7,9 |
| 2022-2023 | Aquila Trento | 30  | 0  | 19,3 | 39,9 | 39,7 | 89,7 | 2,1 | 1,6 | 1,0 | 0,1 | 6,7 |
| 2023-2024 | Aquila Trento | 30  | 0  | 17,0 | 40,2 | 34,6 | 85,7 | 2,4 | 1,6 | 0,9 | 0,0 | 6,3 |
| Carriera  | Carriera      | 285 | -  | 20,8 | 39,4 | 34,6 | 81,4 | 2,5 | 2,0 | 1,1 | 0,1 | 6,5 |

#### Playoffs
| Anno     | Squadra       | PG | PT | MP   | TC%  | 3P%  | TL%  | RP  | AP  | PRP | SP  | PP  |
| -------- | ------------- | -- | -- | ---- | ---- | ---- | ---- | --- | --- | --- | --- | --- |
| 2015     | Aquila Trento | 4  | -  | 24,0 | 48,2 | 33,3 | 66,7 | 3,0 | 4,3 | 2,5 | 0,0 | 8,5 |
| 2016     | Aquila Trento | 3  | -  | 21,3 | 33,3 | 33,3 | 100  | 1,6 | 3,3 | 1,7 | 0,0 | 5,3 |
| 2017     | Aquila Trento | 14 | -  | 22,9 | 42,6 | 40,5 | 83,3 | 2,5 | 2,2 | 1,3 | 0,1 | 8,9 |
| 2018     | Aquila Trento | 14 | -  | 23,4 | 36,2 | 31,3 | 85,7 | 3,6 | 2,9 | 1,3 | 0,1 | 6,9 |
| 2019     | Aquila Trento | 5  | -  | 25,8 | 30,0 | 23,1 | 70,0 | 3,4 | 1,8 | 1,4 | 0,0 | 6,8 |
| 2021     | Aquila Trento | 3  | -  | 17,0 | 26,3 | 12,5 | 85,7 | 2,3 | 1,7 | 1,0 | 0,0 | 5,7 |
| 2023     | Aquila Trento | 4  | -  | 19,0 | 52,4 | 50,0 | -    | 2,8 | 1,5 | 0,8 | 0,5 | 7,3 |
| 2024     | Aquila Trento | 4  | -  | 20,0 | 50,0 | 66,7 | -    | 2,3 | 1,3 | 1,0 | 0,0 | 5,5 |
| Carriera | Carriera      | 51 | -  | 22,4 | 39,3 | 35,8 | 81,7 | 2,9 | 2,4 | 1,3 | 0,1 | 7,3 |

### Eurocup
| Anno      | Squadra       | PG  | PT | MP   | TC%  | 3P%  | TL%  | RP  | AP  | PRP | SP  | PP  |
| --------- | ------------- | --- | -- | ---- | ---- | ---- | ---- | --- | --- | --- | --- | --- |
| 2015-2016 | Aquila Trento | 22  | 20 | 20,4 | 41,5 | 37,9 | 81,8 | 2,4 | 2,2 | 1,2 | 0,1 | 7,4 |
| 2017-2018 | Aquila Trento | 16  | 10 | 22,2 | 40,4 | 43,2 | 88,2 | 2,3 | 2,7 | 1,4 | 0,1 | 8,4 |
| 2018-2019 | Aquila Trento | 10  | 1  | 21,7 | 42,3 | 34,4 | 70,0 | 2,8 | 2,4 | 1,4 | 0,2 | 7,8 |
| 2019-2020 | Aquila Trento | 16  | 4  | 21,1 | 38,2 | 31,6 | 73,7 | 1,8 | 1,8 | 1,2 | 0,1 | 7,9 |
| 2020-2021 | Aquila Trento | 16  | 7  | 23,7 | 32,4 | 30,2 | 72,7 | 2,5 | 2,4 | 0,8 | 0,1 | 5,9 |
| 2021-2022 | Aquila Trento | 15  | 3  | 17,5 | 35,4 | 19,5 | 69,2 | 1,7 | 1,7 | 1,1 | 0,0 | 5,0 |
| 2022-2023 | Aquila Trento | 17  | 2  | 17,0 | 30,8 | 28,3 | 95,2 | 1,8 | 1,8 | 0,8 | 0,1 | 6,4 |
| 2023-2024 | Aquila Trento | 18  | 2  | 14,8 | 35,6 | 28,6 | 94,1 | 1,7 | 1,8 | 0,9 | 0,1 | 5,2 |
| 2024-2025 | Aquila Trento | 18  | 1  | 13,8 | 37,6 | 30,0 | 100  | 1,6 | 0,9 | 0,7 | 0,1 | 5,0 |
| Carriera  | Carriera      | 148 | 50 | 18,9 | 37,0 | 31,5 | 83,3 | 2,1 | 1,9 | 1,1 | 0,1 | 6,5 |

## Palmarès
- Coppa Italia :  1

 Aquila Trento: 2025
- Coppa Italia di Legadue: 1
 Aquila Trento: 2013
- Campionato italiano Dilettanti: 2
 Aquila Trento: 2011-12, 2013-14